# Yoraperla brevis
Yoraperla brevis är en bäcksländeart som först beskrevs av Banks 1907.  Yoraperla brevis ingår i släktet Yoraperla och familjen Peltoperlidae. Inga underarter finns listade i Catalogue of Life.